# Gordioidea
A ordem dos Gordioidea (dos nematomorfos) é constituída por vermes filiformes também conhecidos como cobra-de-cabelo, cabelo-vivo, verme-cabelo e verme-crina-de-cavalo. Têm, de facto, o aspecto de cabelos e medem, geralmente, de 5 a 10 cm. Os espécimes juvenis  parasitam insectos (grilos e gafanhotos). Têm um único cordão nervoso epidérmico na região ventral. 